# Evgenij Korotyškin
Evgenij Evgen'evič Korotyškin (in russo Евгений Евгеньевич Коротышкин?; Mosca, 30 aprile 1983) è un ex nuotatore russo.
È specializzato nella farfalla. Alle Olimpiadi di Londra 2012 ha vinto la medaglia d'argento nei 100 m farfalla, mentre ad Atene 2004 si è fermato alle semifinali sempre nei 100 m farfalla; è primatista mondiale della staffetta 4x100 m misti in vasca corta.

## Palmarès
- Olimpiadi

Londra 2012: argento nei 100m farfalla.
- Mondiali

Barcellona 2003: argento nella 4x100m misti e bronzo nei 50m farfalla.
Montreal 2005: argento nella 4x100m misti.
- Mondiali in vasca corta

Manchester 2008: oro nella 4x100m misti e bronzo nei 50m farfalla.
Dubai 2010: oro nei 100m farfalla e argento nella 4x100m misti.
Doha 2014: oro nella 4x50m sl.
- Europei

Eindhoven 2008: oro nei 100m farfalla e nella 4x100m misti.
Budapest 2010: oro nei 100m farfalla, argento nella 4x100m misti e bronzo nei 50m farfalla.
- Europei in vasca corta

Trieste 2005: argento nei 100m farfalla.
Debrecen 2007: argento nei 50m farfalla, nei 100m farfalla e nella 4x50m misti.
Fiume 2008: bronzo nella 4x50m misti.
Istanbul 2009: oro nei 100m farfalla e nella 4x50m misti e bronzo nei 50m farfalla.
Stettino 2011: argento nei 100m farfalla e nella 4x50m misti.
Chartres 2012: oro nei 100m farfalla, argento nella 4x50m sl e nella 4x50m misti.
Herning 2013: oro nei 100m farfalla .
- Universiadi

Bangkok 2007: oro nella 4x100m misti e bronzo nei 50m farfalla.
- Europei giovanili

Malta 2001: bronzo nella 4x100m sl.